# Barbershop 2
Barbershop 2 (Alternativtitel: Barbershop 2 – Krass frisiert!) ist eine US-amerikanische Filmkomödie des Regisseurs Kevin Rodney Sullivan aus dem Jahr 2004. Der in einem Friseurladen in Chicago spielende Film ist die Fortsetzung von Barbershop aus dem Jahr 2002.
Ice Cube, Cedric the Entertainer, Sean Patrick Thomas, Eve und viele weitere Schauspieler übernahmen erneut ihre Rollen aus dem ersten Teil. Eine Rolle übernahm auch Queen Latifah, die ein Jahr später 2005 mit dem Spin-off Beauty Shop in die Kinos kam. Am 15. April 2016 kam mit Barbershop: The Next Cut eine Fortsetzung in die US-amerikanischen Kinos.

## Handlung
Calvin betreibt erfolgreich seinen Friseursalon und ist auch Vater eines kleinen Jungen. Die stets lockere Stimmung im Laden kippt, als sich gegenüber ein Konkurrent vorbereitet. Eine neue Filiale der topaktuellen Friseurkette Nappy Cutz eröffnet demnächst. Bei einem illegalen nächtlichen Besuch checken die Friseure aus dem Barbershop das modische Interieur und Equipment aus. Calvin sieht eine Krise aufziehen und renoviert seinen Laden und möchte neue Regeln einführen, was aber größtenteils fehlschlägt. Der Ratsherr des Viertels bietet ihm an, für eine hohe Geldsumme seinen Laden zu verkaufen um die Gentrifizierung voranzutreiben. Bei der Stadtratssitzung hält Calvin eine letzte Rede, die von den Einwohnern des Viertels handelt und man jene nicht vertreiben dürfe. Trotz tosendem Applaus beschließt der Stadtrat den Verkauf des Geländes. Am Öffnungstag des neuen Ladens erwarten die Barbershop-Friseure den Untergang, doch es zeigt sich die hohe Beliebtheit des alteingesessenen Ladens und die Kundschaft strömt nach wie vor herein.

## Kritiken
„Leidlich unterhaltsame Komödie mit diversen Nebenhandlungen, die sich routiniert, aber kaum mitreißend darum bemüht, schwarze Musik- und Sprüche-Kultur im Stil einer Soap Opera aufzubereiten. Das der Handlung innewohnende gesellschaftspolitische Potenzial wird kaum genutzt.“

„Da kaum jemand in Deutschland den ersten Streifen dieses albernen Salon-Klamauks um die ewig lamentierende Frisier-Crew sehen wollte, fragt man sich, warum noch dieser Nachfolger gestartet werden musste. Denn ein Unterschied zum Vorläufer ist nicht vorhanden, selbst wenn die Sozialkritik nun etwas schärfer formuliert wurde.“